# Argema laotiana
Argema laotiana är en fjärilsart som beskrevs av Testout. 1936. Argema laotiana ingår i släktet Argema och familjen påfågelsspinnare. Inga underarter finns listade i Catalogue of Life.